# Szentlélek
A Szentlélek vagy másképp Szent Lélek vagy bizonyos egyházakban Szent Szellem  a kereszténység legtöbb irányzatában a Szentháromság harmadik személye, ahogy azt a nikaia–konstantinápolyi hitvallás megfogalmazta. 
Olyan teológiai fogalom, amely egy „szellemi valóságot” jelöl. A kereszténység fő áramlata szerint az Újszövetség azt sugallja, hogy a Szentlélek az Atyától származik, a harmadik isteni személy az Atya és a Fiú után, tehát egy Istent alkot velük, de a Szentháromság dogmáját csak fokozatosan, a 4. századtól fogalmazták meg.
Egyes nézetek szerint az Atya és a Fiú kölcsönös szeretetének végpontja, kiáradása. Bár e nézetek szerint a szentlélek ugyan személy, de sohasem testesült meg, ezért nem ábrázolják emberi személyként a keresztények. A Szentháromságot elutasítók szerint viszont nem személy, hanem Isten ereje, energiája. A judaizmusban szintén Isten ereje, befolyása. Az iszlám vallásban személy, egy szent természetű lélek Istentől, méghozzá Gábriel arkangyal.
A létezését így bár három jelentős monoteista vallás, a judaizmus, az iszlám és a kereszténység fogadja el, de jelenlétét hangsúlyeltolódásokkal máshogyan magyarázzák.
A pneumatológia a Szentlélekről szóló tanítás a kereszténységben; a 19. század végétől használatos fogalom.

## A Szentlélek elnevezései
A Szent Lélek avagy Szent Szellem:
Az utóbbi névforma egyes neoprotestáns felekezetek irodalmában és szóhasználatában szokásos, mégpedig egy sajátos bibliai antropológiát követve, s az általános gyakorlattól való eltérés kifejezett célja a terminológia megújítása. A szellem szó alkalmazása a Szentháromság harmadik személyére rendkívül éles vitákat váltott ki a múltban. Itt közelebbről nem részletezendő nyelvi-stilisztikai érvekkel éltek sokan a más konnotációjú (kísértet, illetve intellektus) magyar „szellem” használata ellen, az ellentábor viszont a két terminus megkülönböztetésének szükséges voltával érvelt. Mára elmondhatjuk, hogy a Szentlélek megnevezés megmaradt a katolikus, református és evangélikus használatban túlnyomónak, a Szent Szellem variáns pedig inkább neoprotestáns körökben, baptista és karizmatikus körökben, könyvkiadásban, Biblia-kiadásban terjedt el. Az utóbbi variáns helyesírásában nem ment végbe a Szent + Lélek → Szentlélek jelentésmódosulást jelölő (a Szentháromság harmadik személye nem egyszerűen „szent” a lelkek között, hanem „a” Szentlélek) egybeírás.
A Biblia eredeti szövegében a lélek-nek, illetve szellemnek fordított szavak: 
- héber rúach  רוּחַ הַקֹּדֶשׁ  alapjelentései: szél, lélegzet, lehelet;[6] de többnyire Léleknek vagy Szellemnek fordítják.
- héber nesámá Archiválva 2020. október 19-i dátummal a Wayback Machine-ben נְשָׁמָה hasonló jelentésű az előzőhöz.
- görög: pneuma [πνεῦμα] alapjelentése szintén: szél, lehelet, lélegzet.[5]. A pneuma hagion-ra egyes vallási felekezetek a Szent Szellem kifejezést használják, ugyanis a Szellem szót használják a görög nyelvű újszövetségi pneuma (πνευμα = „szellő”, „lehelet”) visszaadására, hogy megkülönböztessék a görög pszükhé (ψυχη) kifejezésnek megfelelő lélek szótól (e szavak más – például az ember alkotórészeire vonatkozó – előfordulásaira is alkalmazva a pontosítást).

## A Szentlélek a Bibliában

### Az Ószövetségben
Az Ószövetségben is felfedezhető a Szentlélek nyoma, a zsidók Isten lelkével azonosították, értelmezésükben Istennek nem lehet még egy második személye.
- Ez a lélek az, amely a teremtésben közrejátszik. (1Móz. 1.2)
- Amely Isteni erőt ad a választottaknak. (1Sám. 16,13)
- És ha akarja, a lelket visszavonja tőlük (Sám. 16,14)
- Sámsonra "rászállt a lélek", "rászállt az Úr lelke", fizikai erőt ad. (Bir. 14,6; 15,14)
- És ennek a léleknek segítségével prófétál a próféta. (Iz. 61,1)

### Az Újszövetségben
Az Újszövetségben Jézusra leszáll a Szentlélek, és ezáltal Isten fia teljesíteni tudja küldetését. „Mi ugyanis mindnyájan egy Lélekben egy testté lettünk a keresztséggel: (…) mindannyiunkat egy Lélek itatott át.” (1Kor 12,13)

### A Szentlélek ajándékai

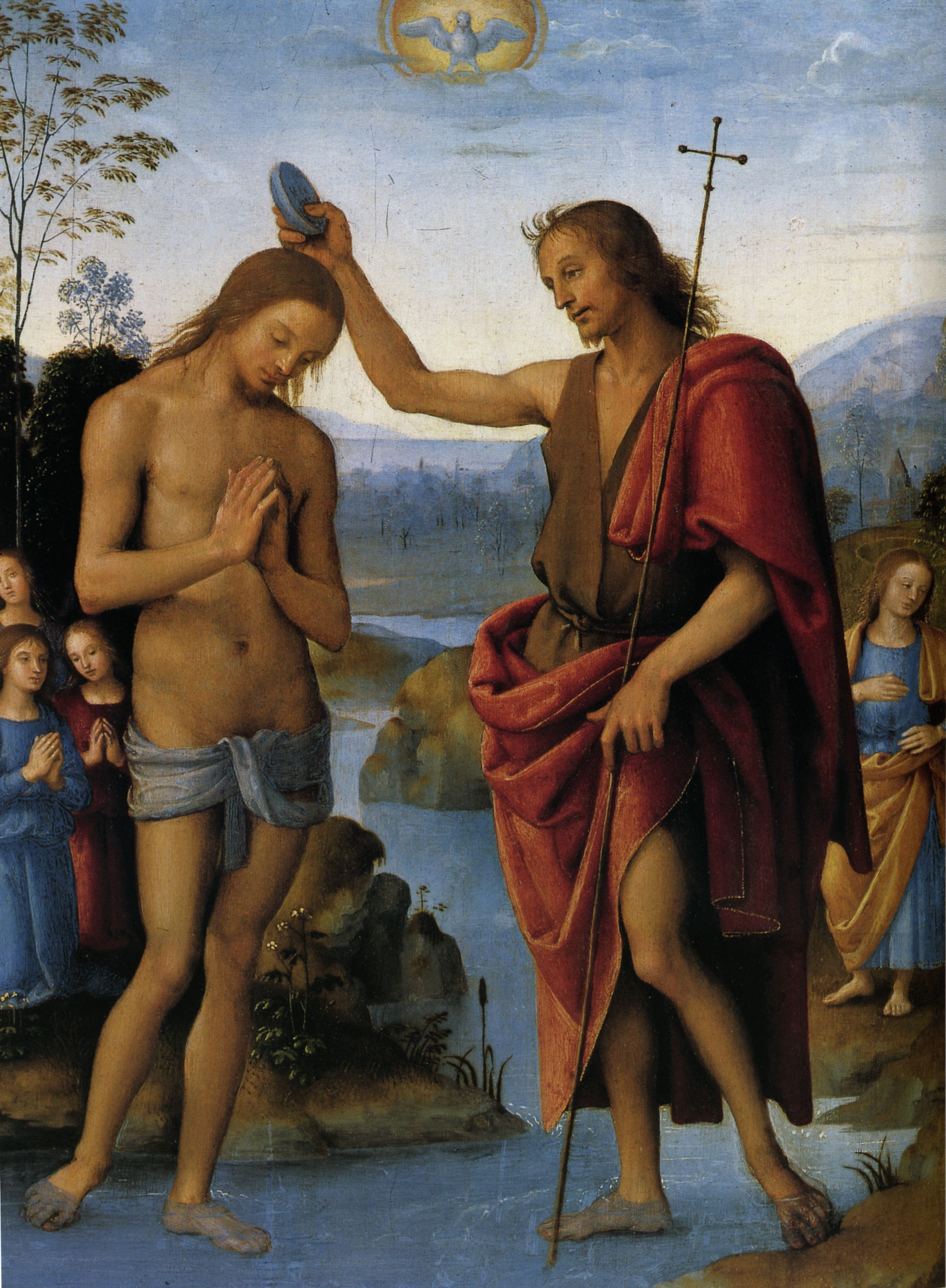
Pietro Perugino festménye. A keresztelés után a Szentlélek Jézusra szállt galamb formájában.

Pál első levele a korinthosziakhoz 12:8-10 alapján a Szentlélek (Szent Szellem) ajándékai (karizmák) a következők:
1. bölcseségnek beszéde
2. tudománynak beszéde
3. hit
4. gyógyítás ajándékai
5. csodatévő erőknek munkái
6. prófétálás
7. lelkeknek megítélése
8. nyelvek nemei
9. nyelvek magyarázása

## A Szentlélek teológiai meghatározása
A kereszténység tanítása szerint a Szentlélek az Isten lelke, a Szentháromság harmadik személye. A Szentháromságban hívő keresztények szerint a Szentlélek „valóságos személy”, bár nem testesült meg. A nyugati keresztények szerint az Atyától és a Fiútól (Jézus Krisztus), a keleti keresztények szerint pedig az Atyától származik („az Atyától, a Fiú által”). Ez vezetett el az ún. filioque-vitához, mely 1054-ben a keleti s nyugati keresztények közötti szakadás egyik okává lett.
Az Atya és a Fiú azért küldte el a Szentlelket a Földre, hogy az Egyházban Jézus Krisztus személyét felemelje (fölmagasztalja), és minden hívőt elvezessen a Fiúval való személyes közösségre, valóságos Isten ismeretre és imádatra.
A Szentlélek Úr (2Kor 3,17) és Isten (ApCsel 5,3-4). A Biblia szerint a Szentlélek káromlására nincs bűnbocsánat. („És ha valaki valamit mond az embernek Fia ellen, megbocsáttatik annak; de annak, de a ki a Szent Lélek ellen szól káromlást, meg nem bocsáttatik.” Lukács 12,10, Károli Gáspár fordítása).
Más értelmezésben a Szellem (Lélek) a Szent Szellem 12 ajándéka, ami a Mennyben nyilvánult meg: a Szellem a 12 ajándék. Ennek ellentmondani látszik Pál apostol állítása, mely szerint a Szentlélek az (a személy), aki osztogatja az ajándékokat: "De mindezeket egy és ugyanaz a Lélek cselekszi, osztogatván mindenkinek külön, amint akarja." (Biblia, 1 Korinthus 12:11)
Nagy Szent Vazul (329-379) szerint a Szentlélek ugyanolyan imádatra méltó, mint az Atya és Fiú. Nagy részben neki köszönhetjük, hogy a Konstantinápolyi Zsinat (381-ben) felvette a hitvallásba: "Hiszünk a Szentlélekben, az Úrban és életadóban(...) akit az Atyával és Fiúval együtt imádunk és együtt dicsőítünk, aki a próféták által beszélt."

## A Szentlélek a Szentháromságot valló keresztény felekezetek, egyházak gyakorlatában

### Szimbólumai
1. Víz: Ezékiel látomása; sziklából fakadó víz; Krisztus oldalából fakadó víz. Jézus az iható víz helyett élő vízről beszél, hogy azt adja a híveknek.
2. Olaj: Mózes olajjal kente fel Áron főpapot, később Isten választottjait is a királyokat
3. Tűz: Illés próféta Kármel áldozata, és Keresztelő Szent János is jövendölt. (Jézus) majd "Szentlélekkel és tűzzel fog benneteket megkeresztelni". Az apostolok feje felett tűzlángocskák jelentek meg, jelezve megkapták a Szentlélek ajándékát.
4. Szél: A pünkösd a sínai szövetség ünnepe volt a zsidóknál Krisztus korában. Akkor Isten jelenlétének, kegyelem kiáradásának jelei. Illés találkozása Istennel, Nikodémusnak szóló tanítás
5. Felhő és fény:  Sínai-hegy felhője; zsidó népet vezető felhőoszlop; Jézus szineváltásának felhője
6. Pecsét: "Jézust az Atya jelölte meg pecsétjével"
7. Kéz: kézrátétel áldás és gyógyítás
8. Ujj: Az ördögűzést Jézus "Isten ujjával" végzi
9. Galamb: Noé galambjának csőrében az olajfaág és Krisztus keresztelkedésekor a felette lebegő galamb.

#### A Szentlélek
A Katolikus Egyház Katekizmusában:

„Az, akit az Atya a szívünkbe elküldött, Fiának Lelke, [Vö. Gal 4,6.] valóban Isten. Ő, az Atyával és a Fiúval egylényegű, elválaszthatatlan tőlük mind a Szentháromság belső életében, mind az Ő világnak szóló szeretet-ajándékában. De az Egyház hite, mely imádja az elevenítő, egylényegű és elválaszthatatlan Szentháromságot, vallja a személyek megkülönböztetését is. Amikor az Atya Igéjét küldi, a Lelkét is mindig küldi: összekapcsolt küldés ez, melyben a Fiú és a Szentlélek különbözőek ugyan, de elválaszthatatlanok. Krisztus az, aki megjelenik, Ő a láthatatlan Isten látható Képmása, de a Szentlélek az, aki kinyilatkoztatja Őt.”

A Magyar katolikus lexikonban:

„Szentlélek (gör. Pneuma, lat. Spiritus): az Egyház hitében a Szentháromság harmadik személye, aki egylényegű az Atyával és a Fiúval, személyi különbözőségük az egy Isten fogalmát nem bontja meg.”

#### A Szentlélek ajándékai és gyümölcse
A Szentlélek ajándékai:
A keresztények erkölcsi életét a Szentlélek ajándékai támogatják. Ezek az ajándékok maradandó készségek, amelyek az embert tanulékonnyá teszik, hogy kövesse a Szentlélek indításait.
A Szentlélek hét ajándéka
1. a bölcsesség,
2. az értelem,
3. a jótanács,
4. a lelki erősség,
5. a tudomány,
6. a jámborság
7. és az istenfélelem.

Teljességükben Krisztushoz, Dávid fiához tartoznak. [Vö. Iz 11,1--2.] Kiegészítik és tökéletessé teszik azok erényei, akik megkapják őket. A híveket tanulékonnyá teszik arra, hogy készségesen engedelmeskedjenek az isteni sugallatoknak.
A Szentlélek gyümölcse:
A Szentlélek gyümölcse az a tökéletesség, amit a Szentlélek formál ki bennünk mint az örök dicsőség zsengéjét.
Az Egyház hagyománya e tökéletességet tizenkét kifejezéssel írja körül (Gal 5,22--23 a Vulgata szerint):
1. szeretet
2. öröm
3. békesség
4. türelem
5. béketűrés
6. jóság
7. kedvesség
8. szelídség
9. hűség
10. szerénység
11. önmegtartóztatás
12. tisztaság

#### Szentlélek elleni bűnök
Tág értelemben kifejezett szembefordulások a Szentlélek megszentelő, bűnöktől visszatartó, azokból kiemelni akaró tevékenységével.
Szoros értelemben a Szentlélek káromlása.
A tágabb értelmezés hat pontban:
Ezek az istenes élet alapjait érintik, a javulás lehetőségeit teszik kétségessé, a Szentlélek indításainak vetnek gátat, ezért különösen veszélyesek:
1. Isten irgalmasságában vakmerően bizakodni.
2. Kétségbeesni Isten kegyelme felől.
3. A megismert igazság ellen tusakodni.
4. Isten kegyelmét másoktól irigyelni.
5. Üdvös figyelmeztetések ellenére a bűnökben megátalkodni.
6. A bűnöket mindhalálig meg nem bánni.

A Szentlélek elleni káromlás:

„Minden bűn és káromlás megbocsáttatik az embereknek, de a Szentlélek elleni káromlás nem nyer bocsánatot soha, bűne örökre megmarad”

– Mt 12,32. [Vö. Mk 3,29; Lk 12,10.]

„Isten irgalmasságának nincsenek határai, de aki szándékosan megtagadja, hogy a bűnbánatban elfogadja, az visszautasítja bűnei bocsánatát és a Szentlélek által fölajánlott üdvösséget.”

– II. János Pál pápa: Dominum et vivificantem enciklika, 46: AAS 78 (1986) 864–865.

„Egy ilyen megkeményedés elvezethet a végső bánattalansághoz és az örök kárhozathoz.”

– A Katolikus Egyház Katekizmusa (1864)

#### Szentlélek  a gyakorlatban, katolikus hívő számára
Az élő Isten megnyilvánulásának jele az adott (hívő) személy életében, lásd a fentebbi gyümölcsöket (ajándékokat). A hitbéli fejlődés útján való haladás egyfajta igazolása, és mint ilyen gyakran vágyak célja (Jöjj Szentlélek Úristen népének). A bérmálás szentségében Istentől kapott hathatós segítség, mely segítség a vigasztalás által jut kifejezésre leginkább a bűntudat pozitív irányba történő előmozdulását segítve.

### Az ortodox egyházakban
Az ortodox kereszténység hite szerint is az Isten hármas egység, de a Szentlélek egyedül az Atyától származik. "Amikor pedig eljön a Vigasztaló, akit elküldök majd nektek az Atyától, az igazság Lelkét, aki az Atyától származik, ő majd tanúságot tesz rólam" (Jn.15,26)

### A reformációban
A reformátusok és evangélikusok szerint a Krisztus általi isteni kinyilatkozás megismerése kizárólag a Bibliából lehetséges, amelyet a Szentlélek különleges hatása alatt jegyeztek le. (A római katolikus egyház és az ortodox kereszténység
a hagyományok által is lehetségesnek tartja.) A Szentlélek az Atyától és a Fiútól származik. 
A heidelbergi káté 53. kérdés-felelete tárgyalja a Szentlélekről szóló tanítást. 

„Kérdés: Mit hiszel a Szentlélekről? 
Felelet: Hiszem először, hogy Ő az Atyával és a Fiúval egyenlőképpen örök Isten. Másodszor, hogy Ő nekem is adatott, engem igaz hit által Krisztusnak és minden Ő jótéteményének részesévé tesz, vigasztal és velem marad mindörökké.”

#### A neoprotestáns (pünkösdi-karizmatikus) gyülekezetekben
A teljes evangéliumi (pünkösdi és karizmatikus) kereszténység képviselői különös jelentőséget tulajdonítanak a Szentlélekkel való betöltekezésnek (szentlélekkeresztség) és a Szentlélek természetfeletti ajándékainak (karizmák), mivel úgy tekintik, hogy a Szentírás alapján ezek ma is minden hívőnek, mindenféle korlátozás nélkül elérhetőek, és ez a Szentlélekkel való mélyebb közösség is része a mindennapi hívő életnek. Ezzel szemben az evangéliumi kereszténységhez tartozó hívők ezeket vagy nem is ismerik, vagy elutasítják, esetleg egyéb módon viszonyulnak hozzá (például úgy tekintik, hogy a szentlélekkeresztséget és a karizmákat nem minden keresztény kaphatja meg).
Például az Agapé Gyülekezet és a Hit Gyülekezete – mint a karizmatikus mozgalom magyarországi képviselői – tanításában jelentős hangsúlyt kap a Szentlélekkel való betöltekezés megtapasztalása.

## A "Szentlélek" más egyházakban, vallásokban

### Antitrinitárius nézetet valló irányzatok
Az unitárius vallás, a mormonok és a Jehova tanúi gyülekezet a Szentháromság megközelítésének kérdésében a reformáció antitrinitárius irányzatához hasonló nézeteket vallanak. Ennek megfelelően azt vallják: a Szentlélek nem Isten, mi több, nem is személy, hanem Isten hatékony energiája, ereje. Ezt hangsúlyozandó,  a Jehova Tanúi gyülekezet kiadványaiban rendre a „szent szellem” alak olvasható.

### Az iszlámban
A Szentlélek szerepel az iszlámban is, de az iszlám az Isten egysége miatt elutasítja, hogy isten lenne, viszont úgy tartja, hogy egy szent természetű lélek Istentől, vagyis egy személy. A Korán ruhi kudusz (Szentlélek) vagy ruh (lélek) néven említi. „...bizonyítékokat adtunk Jézusnak, Mária fiának, és megerősítettük őt a Szentlélekkel (ruhi kudusz)...” (Korán 2:87) Az iszlám szerint a Szentlélek másik neve Gábriel arkangyal, így az iszlám szerint a Korán a Szentlélek által elszavalt, de Istentől származó Szó, és Ő a Szentlelket rendelte Mohamed próféta mellé – „és bizony ezt (a Koránt) a Világok Ura küldte le. A megbízható Lélek (ruhu aminu) hozta le. A Te szívedbe, hogy intő legyél az intők között.” (Korán 26:192-195).

### A zsidó vallásban
A pünkösd zsidó ünnepi rendben a húsvét után számított hetedik hétre, azaz az ötvenedik napra esik, és eredetileg aratási ünnep volt. Később összevonták ezt az ünnepet a Sínai-hegyen történt törvényhozás emlékezetével. Mint az antitrinitárius irányzatokban, úgy a zsidó vallásban sem személy a Szentlélek, hanem Isten lehelete, és az sem elképzelhető, hogy az emberben – Krisztusban – Isten megtestesüljön.

## Magyar etimológia
A történelmi egyházak szóhasználatai a magyar bibliafordítás-hagyományból vezethető le. Így a szellem szó is. Mindezek mellett figyelembe kell venni azt, hogy a szellem szó csupán a 19. század elején keletkezett, ezért a Szent Szellem az akkor már több évszázados magyar biblikus, egyházi nyelvben nem gyökerezhetett meg. A nyelvtörténészek szerint Kazinczy Ferenc1808-ban alkotta ezt a szót a szél, szellő származékszavaként, továbbá az -em szóvég összekapcsolásával (vö. jellem). A nagy nyelvújító ezzel az új szóval az ő korában már elavulóban lévő, és csúnyának tartott szellet szót kívánta leváltani. 
- Huszita szóalkotás a szél-szellő szavakból alkotott szellet kifejezés. A huszita evangéliumfordításban – (1416 körül; Müncheni Kódex 1466) –, a Szentlélek és a Szent Szellet egyaránt előfordul. Erről Szalkay Balázs ferences krónikájában (1438–39) a következő elítélő és felháborodott véleményt találjuk: „Mennyi és mekkora eretnekség vagyon ebben [a bibliafordításban], amit én is olvastam, ezt világi ember sem számlálhatja […], mivelhogy ezt a szólást is: Spiritus Sanctus [Szentlélek], így fordították: Szent Szellet”.
- A "Szellem" kifejezés a protestáns Károli Bibliában is előfordul, bár csak egyetlenegy helyen, ahol az egyébként használt fordítási gyakorlattal (pszükhé = lélek, élet; pneuma = lélek) nem lehetett volna megoldani a fordítást:

"Így is van megírva: Lőn az első ember, Ádám, élő lélekké; az utolsó Ádám megelevenítő szellemmé." (Károli Biblia, 1 Korinthus 15:45)